# سیارک ۵۹۱۲
سیارک ۵۹۱۲ (به انگلیسی: 5912 Oyatoshiyuki، نامگذاری:1989YR) پنج هزار و نهصد و دوازدهمین سیارک کشف شده‌است که در ۲۰ دسامبر ۱۹۸۹ کشف شد.